# 기상 수송원

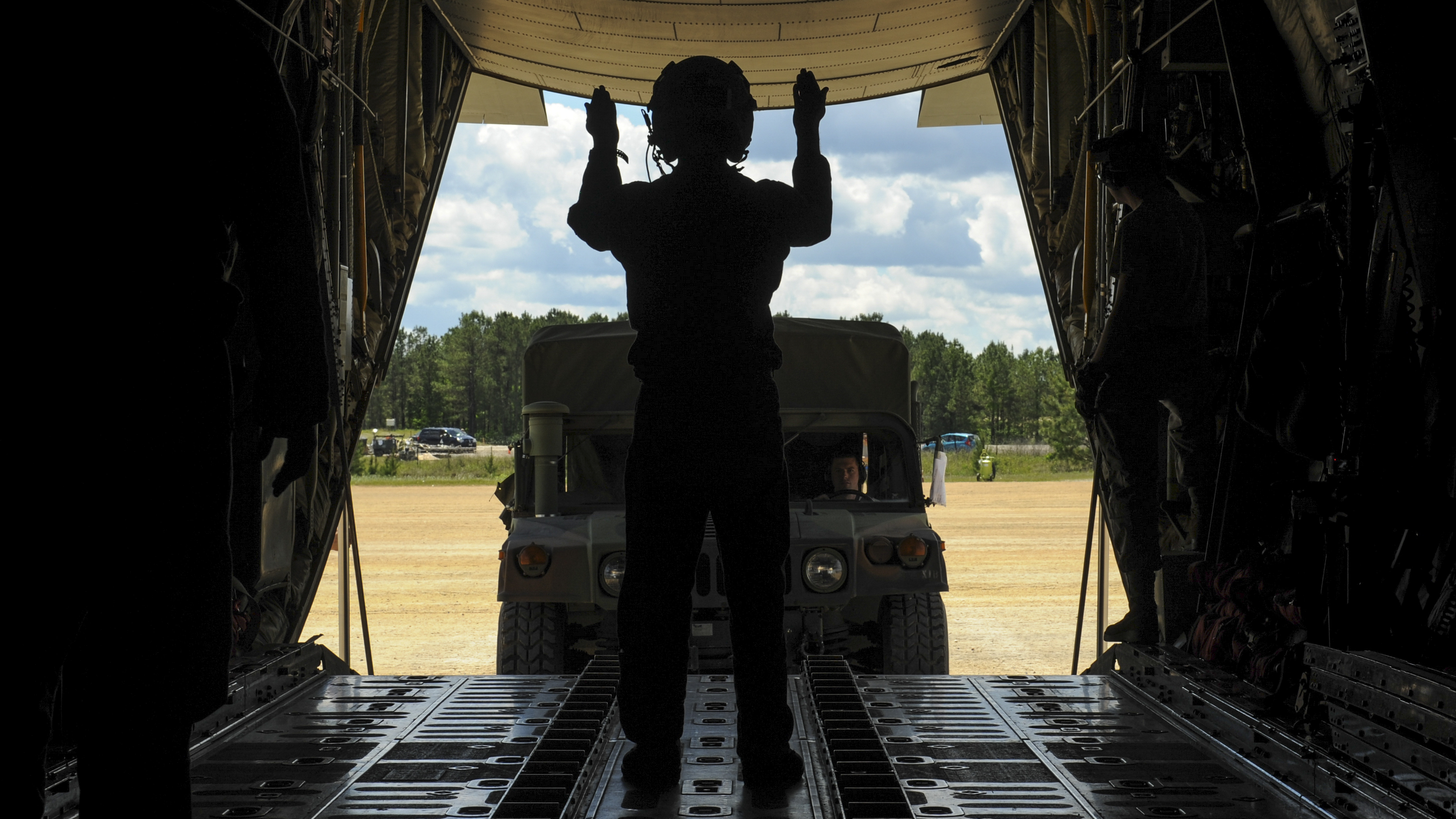
2016년 C-130J 슈퍼 허큘리스로 차량을 안내하는 왕립 오스트레일리아 공군 기상 수송원

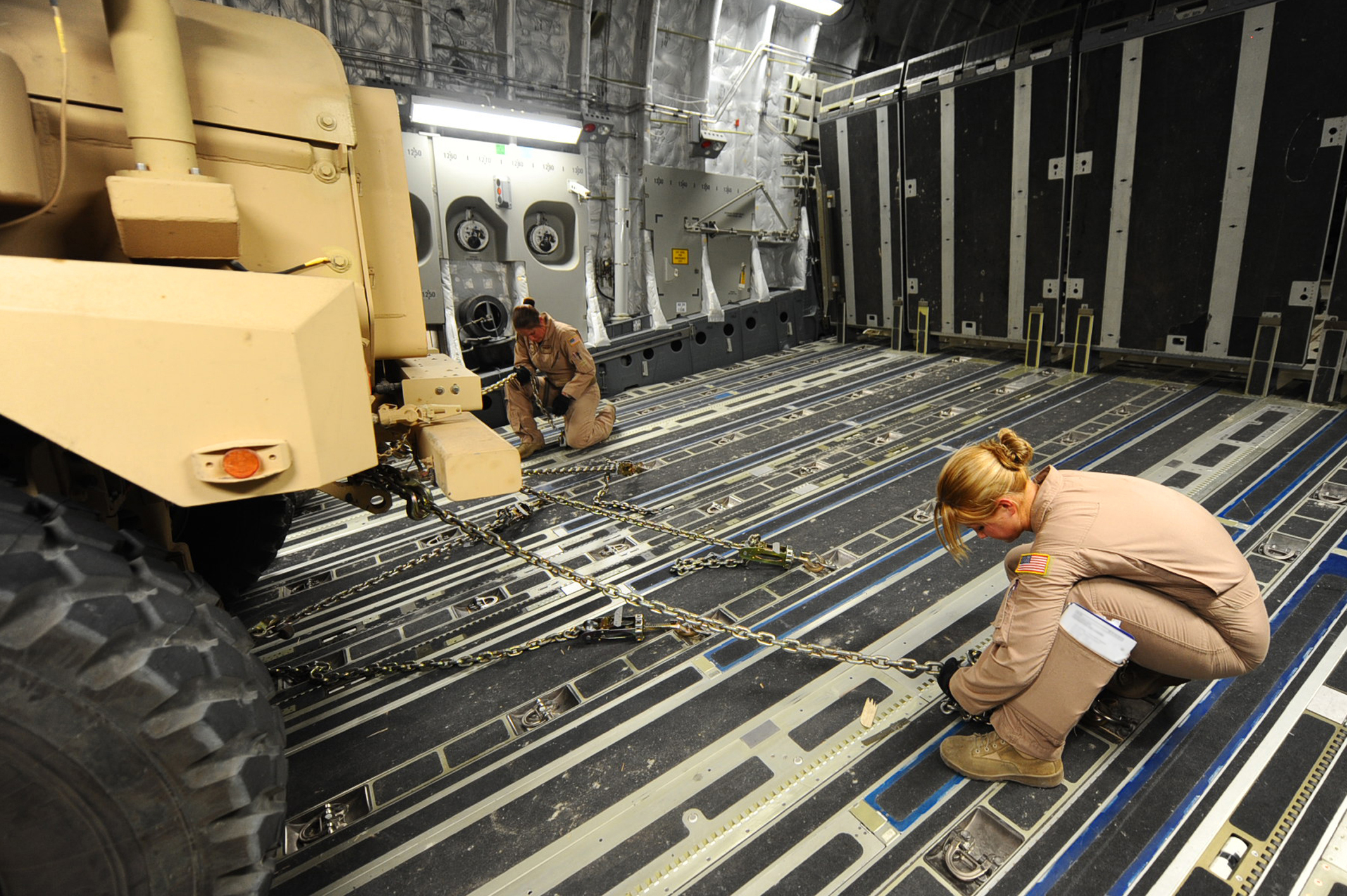
2010년 항공기 내부에 차량을 고정하는 2명의 USAF 기상 수송원

탑재물 관리 책임자라고도 불리는 기상수송원은 항공 화물의 안전한 적재, 운송 및 하역을 담당하는 민간 항공기 또는 군 수송 항공기의 항공업계 종사자이다. 기상 수송원은 많은 국가의 군인과 민간 항공사에서 근무한다.

## 같이 보기
- 항공 승무원